# NGC 1299
NGC 1299 è una galassia a spirale situata nella costellazione dell'Eridano, a una distanza di circa 104 milioni di anni luce dalla nostra Via Lattea.

## Scoperta
La galassia è stata scoperta il 27 gennaio 1785 dall'astronomo britannico di origine tedesca William Herschel.

## Descrizione
NGC 1299 ha una classe di luminosità II e presenta una larga riga a 21 cm dell'idrogeno neutro.
Il database NED (NASA/IPAC Extragalactic Database) la classifica come galassia a spirale barrata, anche se nelle recenti immagini ottenute dall'indagine Sloan Digital Sky Survey (SDSS) non si intravvede la presenza di una barra.